# M2 Medium Tank
De M2 Medium Tank was een Amerikaanse tank die aan het begin van de Tweede Wereldoorlog in kleine aantallen werd geproduceerd. In juli 1939 werd een order geplaatst voor 15 eenheden bij Rock Island Arsenal in Illinois. Alle tanks zijn afgeleverd en hiermee was de M2 de eerste tank die na de Eerste Wereldoorlog in serie werd geproduceerd in de Verenigde Staten. Een order voor nog eens 54 M2 Medium tanks werd gegeven in 1940, maar werd korte tijd later geannuleerd. De M2 Medium Tank was een grotere versie van zijn 'kleine broertje', de M2 Light Tank. Veel onderdelen waren hetzelfde of gebruikten een soortgelijk ontwerp als in de M2 Light Tank.

## Bewapening
De M2 Medium Tank was bewapend met een 37 mm-M3 kanon (oorspronkelijk een antitankwapen) en in totaal zeven Browning-machinegeweren. Er was op iedere hoek van de tank één gemonteerd, daarbij nog twee aan de voorzijde, te bedienen door de bestuurder, en nog één machinegeweer parallel aan het 37 mm-kanon. De tank kon 200 granaten 37 mm-munitie meenemen, en 12 250 patronen voor de machinegeweren.

## Bemanning
De bemanning bestond uit zes personen: de commandant, de bestuurder en vier schutters.

## Gebruik
Toen de M2 in dienst kwam, was deze eigenlijk al verouderd. De tank was niet opgewassen tegen de nieuwste Duitse tanks, waardoor het alleen werd ingezet als trainingsvoertuig. Het pantser was niet dik genoeg, het kanon was niet afdoende en het voertuig was te hoog. De M2A1 was een verbeterde versie, met een iets dikker pantser en een krachtiger motor. In augustus 1940 plaatste het leger een order voor 1 000 exemplaren, waarvan er slechts 94 zijn geproduceerd. Tot eind 1942 werden de M2A1 tanks gebruikt in opleidingscentra en voor test doeleinden. Dit voertuig legde echter wel de basis voor de latere M3 Lee en de M4 Sherman, die het op moesten nemen tegen de Panzer IV.